# Nerisyrenia baconiana
Nerisyrenia baconiana är en korsblommig växtart som beskrevs av Billie Lee Turner. Nerisyrenia baconiana ingår i släktet Nerisyrenia och familjen korsblommiga växter. Inga underarter finns listade i Catalogue of Life.